# Landesdarre Sachsen-Anhalt
Die Landesdarre Sachsen-Anhalt in Annaburg ist die einzige staatliche Kiefernsamendarre in Sachsen-Anhalt und vermutlich die älteste erhaltene in Deutschland. Sie wurde in den Jahren 1897–1905 erbaut.  Trockenschuppen und Darrgebäude befinden sich noch heute weitgehend im originalen Zustand.

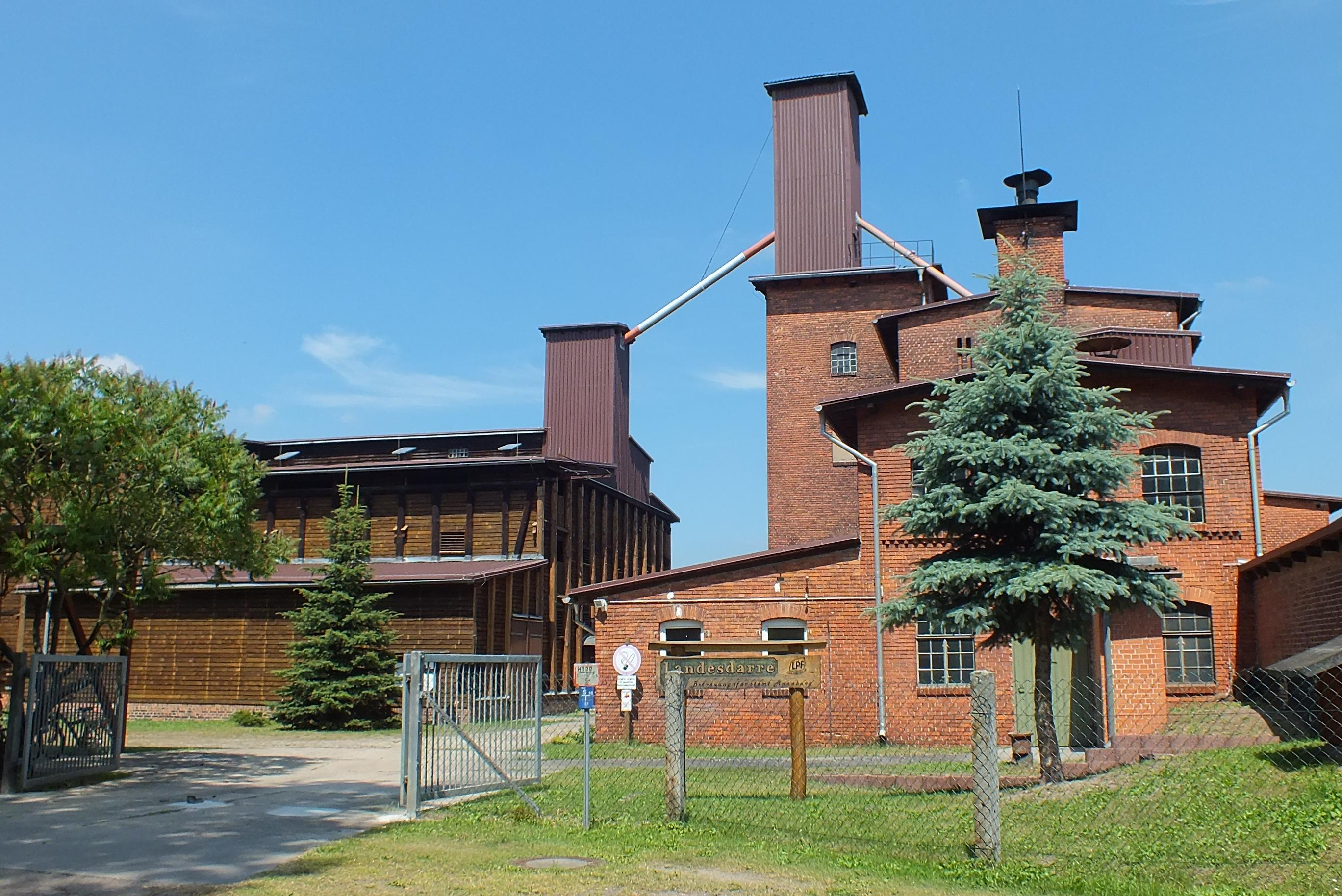
Landesdarre Annaburg

## Geschichte
1897 wurde unter Leitung des damaligen Königlichen Landbauinspektors Kuno von Pentz und des Königlichen Forstmeisters Georg Karl Hugo Stubenrauch mit dem Bau der Darre in Annaburg begonnen. Eine zentrale Lage des Ortes im damaligen Regierungsbezirk Merseburg, ausgedehnte Wälder der Annaburger Heide und eine gute Erreichbarkeit, auch durch die damals noch im Bau befindliche Eisenbahnstrecke Annaburg – Prettin beeinflussten die Wahl des Standortes. Auch konnten die fiskalischen Darren Preußens nicht mehr die erforderliche Menge an Saatgut liefern. Die Klenge war für eine Aufnahme von bis zu 200 Tonnen Kiefernzapfen jährlich ausgelegt worden, dies entspricht etwa 3 Tonnen reinen Saatgutes. Nach ihrer Fertigstellung und einem Probelauf im Jahr 1903 wurde sie aufgrund der hohen Leistungskraft zu einer der Hauptdarren Deutschlands erklärt. Erster Darrleiter war der Forstwissenschaftler Friedrich Haack. Das damalige Einzugsgebiet der Darre erstreckte sich von Oppeln über Breslau bis Lüneburg und Schleswig-Holstein. Auch aus dem mittel- und süddeutschen Raum wurden Kieferzapfen zur Klengung aufgenommen.

## Sonstiges
Heute ist die Landesdarre Sachsen-Anhalt eine von acht Staatlichen Forstsamendarren in Deutschland. Sie ist als Kulturdenkmal im Denkmalverzeichnis des Landes aufgeführt.